# موريسون س. إنجلاند جونيور
موريسون س. إنجلاند جونيور (بالإنجليزية: Morrison C. England Jr.) هو محامي وقاضي أمريكي، ولد في 17 ديسمبر 1954 في سانت لويس في الولايات المتحدة.